# Мингазов, Мударис Мухетдинович
Мударис Мухетдинович Мингазов (тат. Мөдәррис Мөхетдин улы Минһаҗев; род. 13 октября 1953, Шемордан, Сабинский район, Татарская АССР, РСФСР, СССР) — советский и российский татарский художник. Народный художник Республики Татарстан» (2013), заслуженный деятель искусств Республики Татарстан (2003).

## Биография
Мударис Мухетдинович Мингазов родился 13 октября 1953 года в поселке Шемордан Сабинского района Татарской АССР. В возрасте двух лет потерял мать Сажиду, так что воспитывался мачехой Факиёй и отцом Мухетдином, прошедшим три войны. Был одним из четверых детей в семье, в которой после появления мачехи появилось ещё два ребёнка.
Учился в Шеморданской средней школе, которую окончил с отличием. Также занимался в художественной школе и затем уехал в Ижевск продолжать образование, так как при Казанском художественном училище не имелось общежития. В 1976 году окончил художественно-графический факультет Удмуртского государственного университета. В 1976—1977 годах служил в Советской армии на территории Саратовской области. После службы вместе с братом организовал в Арске производственно-художественную мастерскую, а в 1978 году переехал в Нижнекамск, где открыл изостудию.

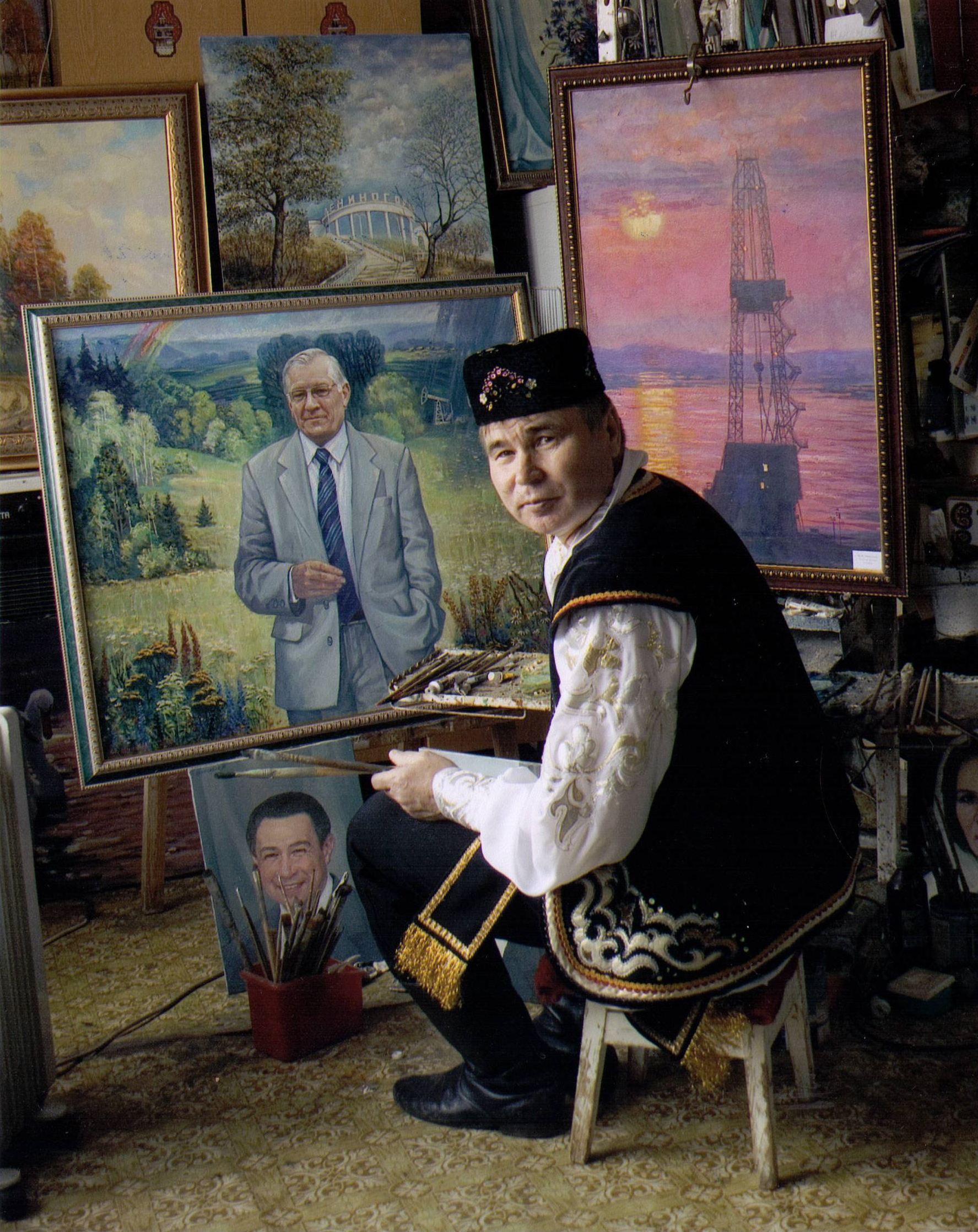
Мингазов за работой

Проработав шесть лет художником-оформителем в строительном тресте «Гидромонтаж», ушёл на педагогическую работу, став преподавателем изостудии детского дворца культуры. В 1998 году переехал в Лениногорск, где прожил дальнейшие двадцать лет. Занимался художественным оформлением школ, библиотек, других учреждений культуры, а также принял участие в религиозном возрождении региона, приняв участие в проектировании интерьеров ряда мечетей. Работал в лениногорской средней школе № 4, занимаясь художественно-эстетическим воспитанием молодёжи, долгие годы был председателем юго-восточного отделения «Нефтяной край» Союза художников Республики Татарстан, активно участвовал в городских, региональных и республиканских выставках. В 2017 году переехал в Казань, заняв пост первого заместителя СХ РТ, где отвечает за проведение пленэров для художников из российских регионов.
Член Союза художников Татарстана (1986), России (1996). Является автором пейзажей, портретов, натюрмортов, станковых композиций. В нижнекамский период творчества специализировался на портретах передовиков производства, зарисовках рабочих будней, промышленных пейзажах. Работал также в монументальном жанре, выполнил росписи «Волжско-Камская Булгария» (1984) в нижнекамской средней школе № 10 и «Народные танцы» в хореографическом зале детского дворца культуры (1995), а также оформил 8-метровым орнаментом мечеть в посёлке Красный Ключ. В дальнейшем, после переезда в Лениногорск, в творчестве Мингазова появился городской и деревенский пейзаж. Начиная с 2000-х годов в его творчестве стали заметны национальные мотивы, художник стал обращаться к культуре и традициям татарского народа. В своих работах Мингазов часто прибегает к изображению национального орнамента, среди которого рос и воспитывался. Помимо традиционных расшитых скатертей и занавесок, своё вдохновение в этом плане также находит, например, в текущих по камням ручейках или морозных узорах на стекле. Произведения Мингазова находятся в собраниях татарстанских музеев и в частных коллекциях, он является участником различных выставок в городах Татарстана и России. Первые персональные экспозиции прошли в 1998 году в Казани и Лениногорске. В 2021 году в музее А. М. Горького и Ф. И. Шаляпина состоялась персональная выставка Мингазова под названием «Сады земные», посвящённая 50-летию его творческой деятельности.
|                                                                |  |  |
| Некоторые работы Мингазова на выставке «Сады земные», 2021 год |  |  |

## Награды
- Почётное звание «Народный художник Республики Татарстан» (2013 год) — за многолетнюю творческую деятельность, большой вклад в развитие изобразительного искусства[27][28].
- Почётное звание «Заслуженный деятель искусств Республики Татарстан» (2003 год)[23].
- Благодарность президента Республики Татарстан (2017 год)[29].
- Золотая медаль Союза художников России «Духовность. Традиции. Мастерство» (2019 год)[30].
- Премия[тат.] имени Шамиля Бикчурина (2002 год)[2].

## Личная жизнь
Жена — Фируза, есть дети.